# Villa romana de El Val
La Villa romana de El Val era un asentamiento dedicado a la ganadería y la agricultura, distante 5 km al este de Complutum (actual Alcalá de Henares) en la vega del río Henares y aledaña a la vía que se encaminaba hacia Caesaraugusta. Se dedicaba principalmente a la cría de caballos para las carreras de cuadrigas, en ella se aprecia un conjunto palacial con dependencias agropecuarias, en cuya decoración destaca el Mosaico del Auriga Victorioso. Ha sido declarada Bien de Interés Cultural por la Comunidad de Madrid.

## Historia

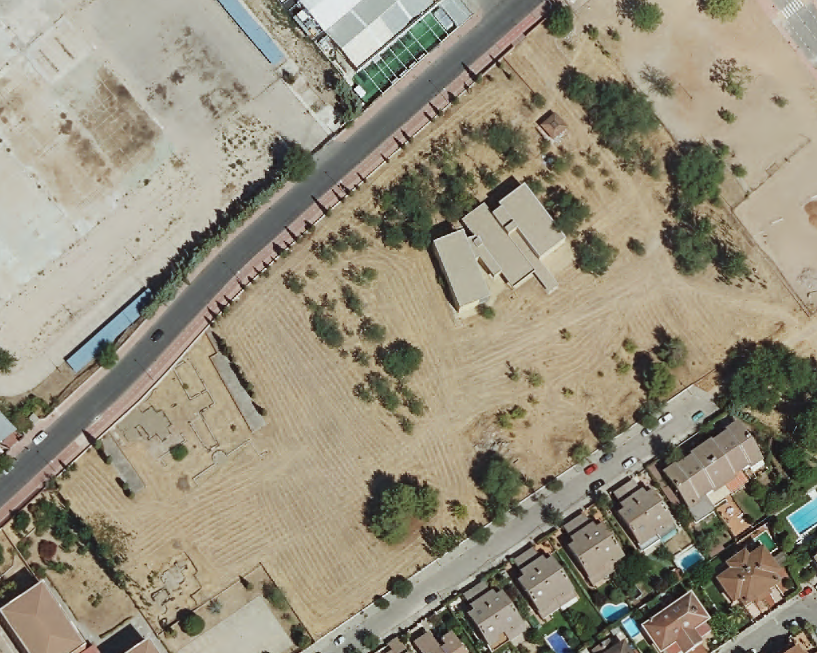
Vista aérea del yacimiento arqueológico a escala 1:1066

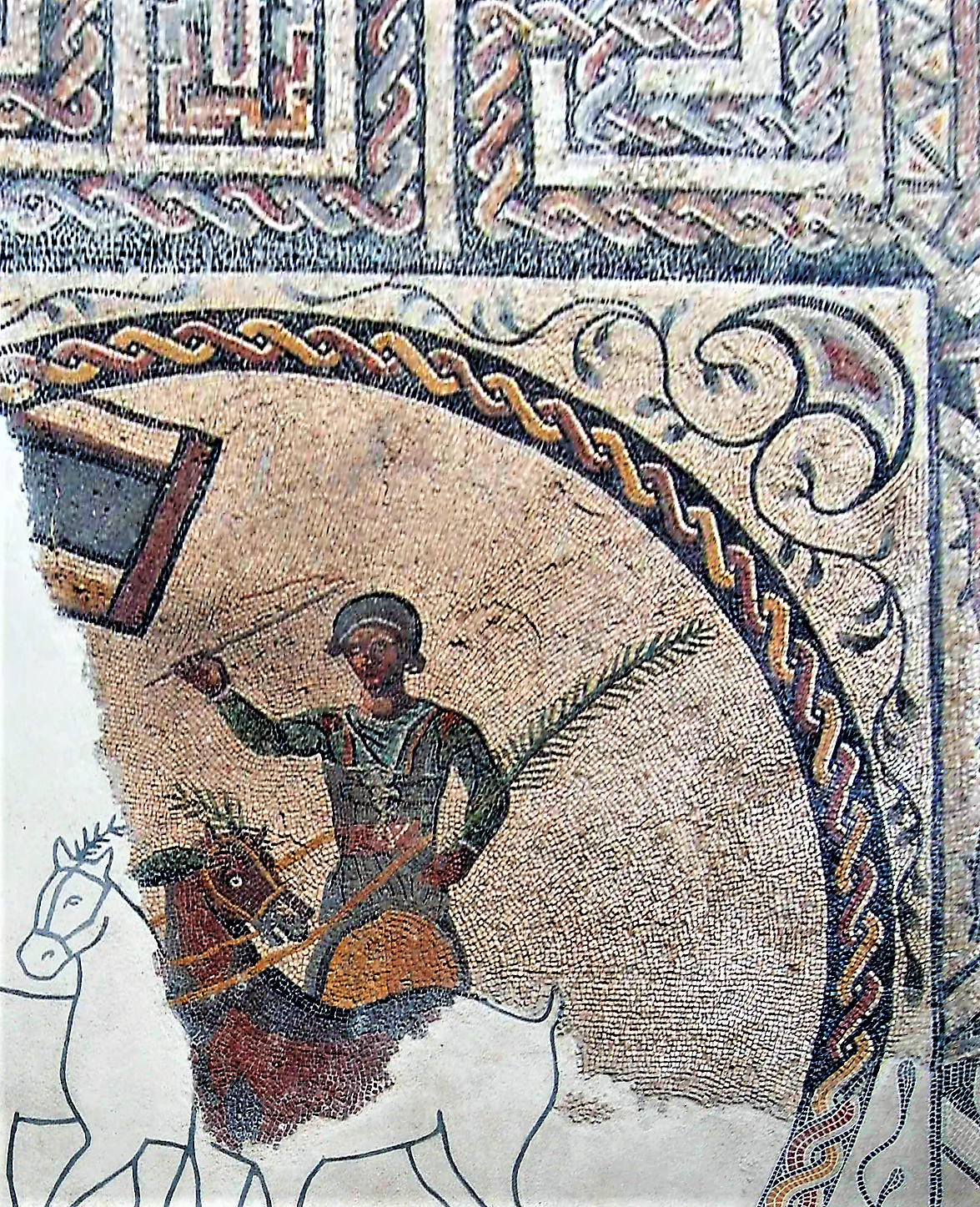
Mosaico del Auriga Victorioso.

Esta villa romana se situaba estratégicamente en el Itinerario Antonino A-25, entre Augusta Emerita (Mérida) y Caesaraugusta (Zaragoza), en la vega del río Henares, zona muy fértil para la agricultura. Históricamente su desarrollo consta de tres fases. Sus primeros vestigios arquitectónicos son del siglo I d. C., periodo altoimperial; aunque sus edificios fueron remodelados durante la segunda mitad siglo III y principios del siglo IV, en la época bajoimperial. Al cristianizarse en el siglo V aparecen nuevas estructuras, una basílica y una necrópolis (denominada actualmente de "Los Afligidos", por el nombre del camino más próximo) en la que se han desenterrado unas cien sepulturas visigodas de los siglos VI y VII.
La singularidad de la Villa de El Val era su dedicación a la cría de caballos de raza hispana, muy caros y apreciados para el tiro de las cuadrigas. Se destinaban a los espectáculos circenses por todo Imperio Romano, en especial en el Circo Máximo de Roma. En la ornamentación de sus principales edificios se repetían los temas relacionados con las carreras de carros, tanto en la pintura mural como en los mosaicos. Destaca en especial un gran mosaico, “El Auriga Victorioso”, que ocupaba la gran sala de recepción. Del que se ha conseguido recuperar y restaurar unos 90 m². El mosaico esta datado entre los últimos años del siglo III y principios del IV d. C. Su diseño se compone de un campo geométrico periférico, y un emblema central en el que se representa un auriga, con gesto vencedor, sobre un carro tirado por caballos.
El estudio de este yacimiento arqueológico se inició en 1970, y las excavaciones duraron hasta 1990. Estos trabajos contaron como base con el equipo arqueológico del Taller Escuela de Arqueología y Rehabilitación del Ayuntamiento de Alcalá de Henares, con la colaboración del Departamento de Arqueología de la Comunidad de Madrid. El yacimiento, aunque está cercado dentro de una parcela propiedad del consistorio complutense, está en mal estado de conservación y las ruinas no se pueden visitar.

## Características arqueológicas
La Villa de El Val era una gran residencia compuesta de diversos edificios asentados a lo largo de 500 m. El principal y más lujoso era el palacio, dispuesto en torno a un gran jardín semicircular. Además, había una gran sala de recepción y un mausoleo funerario de planta cruciforme. Hacia el norte y el oeste las fachadas se completaban con unos torreones circulares y rectangulares. En el sur se ubicaban unas termas privadas y un edificio de planta basilical. El conjunto albergaba también talleres, almacenes y establos.

## Bien de interés cultural
Desde 1988, es un yacimiento arqueológico declarado Bien de Interés Cultural por la Dirección General de Patrimonio Cultural de la Comunidad de Madrid, con el código ARI-55-0000234.